# Antoni Szpyrc
Antoni Szpyrc (1. ledna 1950 Jablunkov – 29. prosince 2014 Vendryně) byl historik, folklorista a malíř.

## Dílo
O svém rodném Jablunkově vydal tři monografie – „Jablunkov“, „Jablunkov 1939–1989“ a „Jabłonków 1435–1939“. Kromě toho byl spoluautorem mnoha historických publikací, jež se týkaly Těšínského Slezska a lidových zvyků v tomto regionu. Byl předsedou Klubu lidových tvůrců, který fungoval v rámci Folklórní sekce Polského kulturně-osvětového svazu v České republice. Dlouhodobě spolupracoval s měsíčníkem „Zwrot“ jako ilustrátor i autor článků.

## Publikace
- Współczesna plastyka ludowa Zaolzia (1992)
- Z kart dziejów Bukowca (1995)
- Jabłonków : 1435-1939 (2010)